# Стрибки у воду на літніх Олімпійських іграх 2016 — синхронний трамплін, 3 метри (чоловіки)
Змагання з синхронних стрибків у воду 3-метрового трампліна серед чоловіків на літніх Олімпійських іграх 2016 відбулися 10 серпня у Водному центрі Марії Ленк. У змаганнях взяли участь 16 спортсменів з 8-ми країн. 

## Призери
| Золото                                     | Срібло                            | Бронза                        |
| Велика Британія (GBR) Кріс Мірс Джек Лафер | США (USA) Сем Дорман Майкл Гіксон | Китай (CHN) Цао Юань Цінь Кай |

## Розклад
Час місцевий (UTC−3)
| Дата      | Час   | Раунд |
| --------- | ----- | ----- |
| 10 серпня | 16:00 | Фінал |

## Змагання
Змагання з синхронних стрибків відбулися в один раунд, під час якого учасники виконали по 6 стрибків — 2 обов'язкових і 4 довільні. Дует з Великої Британії Кріс Мірс та Джек Лафер, який набрав найбільшу суму балів, став володарем золотих медалей.
| Місце | Спортсмени                                   | Стрибки | Стрибки | Стрибки | Стрибки | Стрибки | Стрибки | Загалом очок |
| Місце | Спортсмени                                   | 1       | 2       | 3       | 4       | 5       | 6       | Загалом очок |
| ----- | -------------------------------------------- | ------- | ------- | ------- | ------- | ------- | ------- | ------------ |
| 1     | Велика Британія (GBR) Кріс Мірс Джек Лафер   | 52.80   | 53.40   | 84.66   | 85.68   | 86.58   | 91.20   | 454.32       |
| 2     | США (USA) Сем Дорман Майкл Гіксон            | 50.40   | 50.40   | 85.68   | 87.15   | 78.54   | 98.04   | 450.21       |
| 3     | Китай (CHN) Цао Юань Цінь Кай                | 54.00   | 54.00   | 79.56   | 82.62   | 90.30   | 83.22   | 443.70       |
| 4     | Німеччина (GER) Штефан Фек Патрік Гаусдінґ   | 52.80   | 51.60   | 80.19   | 74.55   | 69.36   | 81.60   | 410.10       |
| 5     | Мексика (MEX) Джахір Окампо Роммель Пачеко   | 51.00   | 50.40   | 82.62   | 69.30   | 74.46   | 77.52   | 405.30       |
| 6     | Італія (ITA) Андреа Кьярабіні Джованні Точчі | 52.80   | 51.00   | 80.58   | 64.98   | 70.35   | 75.48   | 395.19       |
| 7     | Росія (RUS) Євген Кузнецов Ілля Захаров      | 53.40   | 51.60   | 76.50   | 62.01   | 63.00   | 78.66   | 385.17       |
| 8     | Бразилія (BRA) Ян Матос Луїс Феліпе Отерело  | 48.60   | 28.80   | 61.38   | 66.33   | 70.38   | 57.12   | 332.61       |